# Kožetin
Kožetin (izvirno srbsko Кожетин) je naselje v Srbiji, ki upravno spada pod Občino Aleksandrovac; slednja pa je del Rasinskega upravnega okraja.

## Demografija
V naselju živi 696 polnoletnih prebivalcev, pri čemer je njihova povprečna starost 35,9 let (36,8 pri moških in 35,0 pri ženskah). Naselje ima 294 gospodinjstev, pri čemer je povprečno število članov na gospodinjstvo 3,09.
|  |

| Demografija | Demografija     | Demografija     |
| Leto        | Št. prebivalcev | Št. prebivalcev |
| ----------- | --------------- | --------------- |
|             |                 |                 |
|             |                 |                 |
|             |                 |                 |
|             |                 |                 |
| 1948        | 312             |                 |
| 1953        | 355             |                 |
| 1961        | 350             |                 |
| 1971        | 504             |                 |
| 1981        | 885             |                 |
| 1991        | 888             | 846             |
| 2002        | 936             | 907             |
|             |                 |                 |

| Etnična sestava po popisu iz leta 2002 | Etnična sestava po popisu iz leta 2002 | Etnična sestava po popisu iz leta 2002 | Etnična sestava po popisu iz leta 2002 | Etnična sestava po popisu iz leta 2002 |
| -------------------------------------- | -------------------------------------- | -------------------------------------- | -------------------------------------- | -------------------------------------- |
| Srbi                                   | Srbi                                   |                                        | 862                                    | 95,03%                                 |
| Romi                                   | Romi                                   |                                        | 33                                     | 3,63%                                  |
| Makedonci                              | Makedonci                              |                                        | 3                                      | 0,33%                                  |
| Črnogorci                              | Črnogorci                              |                                        | 2                                      | 0,22%                                  |
| Hrvati                                 | Hrvati                                 |                                        | 2                                      | 0,22%                                  |
| Jugoslovani                            | Jugoslovani                            |                                        | 2                                      | 0,22%                                  |
| Neznano                                | Neznano                                |                                        | 2                                      | 0,22%                                  |